# Saskatchewan Federation of Labour c. Saskatchewan
Saskatchewan Federation of Labour c. Saskatchewan  est un arrêt de principe de la Cour suprême du Canada rendu en 2015, qui concerne le droit de grève.

## Les faits
La Saskatchewan Federation of Labour et un autre groupe de syndicats affirment que deux nouvelles lois provinciales violent la Charte canadienne des droits et libertés en supprimant le droit d'intenter des actions collectives et le droit à la négociation collective. 
Le gouvernement de la Saskatchewan a adopté la Public Service Essential Services Act, qui désigne unilatéralement les services des travailleurs du secteur public comme « essentiels » et interdit par conséquent la grève. 
La Trade Union Amendment Act, 2008 a haussé le pourcentage d'appui nécessaire pour former des associations de salariés, ce qui rend plus difficile l'organisation d'un syndicat 

## Jugement de la Cour suprême
La Cour suprême du Canada a statué que la Public Service Essential Services Act constitue une atteinte injustifiée au droit de grève et le droit à négociation collective, tel qu'élaboré précédemment dans les arrêt Health Services and Support - Facilities Subsector Bargaining Assn. c. Colombie-Britannique et Association de la police montée de l’Ontario c. Canada (Procureur général). Elle est inconstitutionnelle et viole l'article 2(d) de la Charte canadienne parce qu'elle laisse à l'employeur le soin de déterminer ce qui est essentiel. La Trade Union Amendment Act, 2008 est constitutionnelle, bien qu'elle rend l'organisation syndicale plus difficile. 
Avec l’accord de la juge en chef McLachlin et des juges LeBel, Cromwell et Karakatsanis, la juge Rosalie Abella a rendu le jugement principal, en affirmant ce qui suit : 

### Extraits pertinents de la décision
« [3]                              L’histoire, la jurisprudence et les obligations internationales du Canada confirment que, dans notre régime de relations de travail, le droit de grève constitue un élément essentiel d’un processus véritable de négociation collective. Otto Kahn-Freund et Bob Hepple l’ont d’ailleurs reconnu :
                   [traduction]  Le pouvoir des travailleurs de cesser le travail équivaut à celui de la direction de cesser la production, de la réorienter, de la déplacer. Le régime juridique qui supprime la liberté de grève met les salariés à la merci de l’employeur. Là réside tout simplement l’essentiel.
(Laws Against Strikes (1972), p. 8)
Le droit de grève n’est pas seulement dérivé de la négociation collective, il en constitue une composante indispensable. Le temps me paraît venu de le consacrer constitutionnellement. »

« [4]  Les salariés du secteur public sont tout autant visés. Ceux d’entre eux qui assurent des services essentiels ont certainement des fonctions dont le caractère unique est susceptible de militer en faveur d’un mécanisme moins perturbateur que la grève lorsque la négociation collective se heurte à une impasse, mais ne saurait justifier l’absence de tout mécanisme de règlement des différends. Parce qu’elle supprime le droit de grève d’un certain nombre de salariés sans le remplacer par un tel mécanisme, la loi saskatchewanaise en cause est inconstitutionnelle. »

[...]

« [53]  Dans l’arrêt Health Services, la Cour reconnaît que les valeurs inhérentes à la Charte que sont « [l]a dignité humaine, l’égalité, la liberté, le respect de l’autonomie de la personne et la mise en valeur de la démocratie » confirment la protection du droit à un processus véritable de négociation collective dans les limites de l’al. 2d) (par. 81). Plus récemment, dans l’arrêt Police montée, elle s’en remet à ces mêmes valeurs pour confirmer que la protection d’un processus véritable de négociation collective exige que les employés puissent poursuivre leurs objectifs et que l’alinéa vise essentiellement à protéger
« l’individu contre « tout isolement imposé par l’État dans la poursuite de ses fins » [. . .] Cette garantie permet de protéger les individus contre des entités plus puissantes. En s’unissant pour réaliser des objectifs communs, des personnes sont capables d’empêcher des entités plus puissantes de faire obstacle aux buts et aux aspirations légitimes qu’elles peuvent avoir. Le droit à la liberté d’association confère donc certains pouvoirs aux groupes vulnérables et les aide à corriger les inégalités au sein de la société. Il protège ainsi les groupes marginalisés et favorise la formation d’une société plus équitable. [par. 58] »
[54] Le droit de grève est essentiel à la réalisation de ces valeurs et de ces objectifs par voie de négociation collective, car il permet aux travailleurs de cesser le travail de manière concertée en cas d’impasse de cette négociation collective. En recourant à la grève, les travailleurs s’unissent pour participer directement au processus de détermination de leurs salaires, de leurs conditions de travail et des règles qui régiront leur vie professionnelle (Fudge et Tucker, p. 334). Ainsi, le recours possible à la grève fait en sorte que les travailleurs peuvent, par leur action concertée, refuser de travailler aux conditions imposées par l’employeur. Cette action concertée directe lors d’une impasse se veut une affirmation de la dignité et de l’autonomie personnelle des salariés pendant leur vie professionnelle.
[55]  La grève — le « moteur » de la négociation collective — favorise aussi l’égalité dans le processus de négociation (England, p. 188). La Cour reconnaît depuis longtemps les inégalités marquées qui façonnent les relations entre employeurs et salariés, ainsi que la vulnérabilité des salariés dans ce contexte. Dans le Renvoi relatif à l’Alberta, le juge en chef Dickson fait observer ce qui suit :
L’association a toujours joué un rôle vital dans la protection des besoins et des intérêts essentiels des travailleurs. Au cours de l’histoire, les travailleurs se sont associés pour surmonter leur vulnérabilité individuelle face à l’employeur. [p. 368]
Et, dans l’arrêt Police montée, la Cour confirme :
« . . . l’al. 2d) vise à la fois à empêcher que des personnes — qui, isolées, demeureraient impuissantes — soient opprimées par des entités plus puissantes et à accroître leur influence par l’exercice d’un pouvoir collectif. Or, cette double fonction de l’al. 2d) ne peut être plus évidente que dans le cadre des relations de travail. En effet, les employés, agissant individuellement, ne disposent habituellement pas du pouvoir de négocier et de poursuivre des objectifs relatifs à leurs conditions de travail avec un employeur plus puissant. Seul le regroupement en association en vue de négocier collectivement — qui augmente ainsi leur pouvoir de négociation — permet à des employés de poursuivre véritablement leurs objectifs relatifs à leurs conditions de travail.
Le droit à un processus véritable de négociation collective constitue donc un élément nécessaire du droit de poursuivre collectivement et de manière véritable des objectifs relatifs au travail [. . .] Un processus de négociation collective n’aura toutefois pas un caractère véritable s’il empêche les employés de poursuivre leurs objectifs. [par. 70-71] »
Judy Fudge et Eric Tucker relèvent que c’est [traduction] « l’éventualité de la grève qui permet aux travailleurs de négocier leurs conditions de travail presque sur un pied d’égalité avec l’employeur » (p. 333). Sans le droit de grève, [traduction] « la négociation risque de n’être qu’un vœu pieux » (Professeur Michael Lynk, opinion d’expert sur les services essentiels, par. 20; d.a., vol. III, p. 145).
[56]  Dans leurs motifs de dissidence, mes collègues laissent entendre que l’al. 2d) ne devrait pas protéger le recours à la grève comme élément d’un processus véritable de négociation collective parce que « la véritable justice au travail se souci[e] des intérêts de tous les intéressés » (par. 125), y compris l’employeur. Soit dit en tout respect, en tenant essentiellement pour équivalents le pouvoir des salariés et celui des employeurs, ils méconnaissent la réalité des relations de travail et font abstraction du déséquilibre fondamental des forces en présence que la législation moderne du travail s’est toujours efforcée de corriger. Cela nous ramène inexorablement au sophisme aphoristique d’Anatole France : « La loi, dans un grand souci d’égalité, interdit aux riches comme aux pauvres de coucher sous les ponts, de mendier dans les rues et de voler du pain. »
[57]                          Faire la grève ne garantit pas en soi qu’un conflit de travail sera réglé d’une certaine manière, ni même du tout. Le juge de première instance reconnaît que la grève peut faire pression sur les deux parties au conflit pour qu’elles négocient de bonne foi. Elle permet toutefois aux salariés de négocier davantage sur un pied d’égalité avec l’employeur (voir Williams c. Aristocratic Restaurants (1947) Ltd., 1951 CanLII 24 (SCC), [1951] R.C.S. 762, p. 780; Police montée, par. 70-71). »

Les juges Rothstein et Wagner furent dissidents en partie. 